# Ruaha (Iringa)
Ruaha ist ein Verwaltungsbezirk (englisch Ward) des Distrikts Iringa (MC) in der tansanischen Region Iringa.

## Geografie
Ruaha liegt im südlichen Hochland von Tansania, es ist ein östlicher Stadtteil der Regionshauptstadt Iringa. Der Bezirk grenzt im Nordwesten an Kitanzini, im Norden an Gangilonga und Igumbilo, im Südosten an Luhota und im Südwesten an Kitwiru. Bei der Volkszählung 2022 lebten 11.941 Menschen in 3533 Haushalten auf einer Fläche von 8,7 Quadratkilometern.

## Gliederung
Der Bezirk besteht aus 13 Stadtteilen (swahili Mtaa):
- Ipogolo A
- Ipogolo B
- Ipogolo C
- Tagamenda
- Ipogolo D
- Mwagongo
- Ipogolo E
- Ngeleli
- Buguruni
- Kinegamgosi A
- Chuo
- Kinegamgosi B
- Kinegamgosi C

## Infrastruktur
- Bildung: Im Bezirk liegen zwei weiterführende Schulen.[8] Die Tagamenda Secondary School ist eine staatliche Schule, die Tages- und Internatsschüler bis zur 6. Stufe ausbildet.[9] Von der römisch-katholischen Kirche geleitet wird die St. Joseph Ipogolo Secondary School, die Jugendliche bis zur 4. Stufe ausbildet.[10]
- Gesundheit: Im Bezirk gibt es ein staatliches Gesundheitszentrum[11] und eine private Apotheke.[12]
- Verkehr: In Ruaha zweigt die Nationalstraße T9 nach Dodoma von der T1 ab.[13]